# Rheobates palmatus
Rheobates palmatus es una especie de anfibio anuro de la familia Aromobatidae.

## Distribución geográfica
Esta especie es endémica de Colombia. Se encuentra entre los 350 y 2500 m sobre el nivel del mar en la Cordillera Central en las Caldas y la Cordillera Oriental en los departamentos de Cundinamarca, Boyacá, Santander, Meta y la Serranía de la Macarena.
Es una especie terrestre que vive en el suelo de bosques nubosos y bosques tropicales húmedos.

## Publicación original
- Werner, 1899: Über Reptilien und Batrachier aus Columbien und Trinidad. Verhandlungen der Zoologisch-Botanischen Gesellschaft in Wien, vol. 49, p. 470–484[4]